# Walter Haselshaw
Walter Haselshaw (auch Hestelshagh) († 11. Dezember 1308) war ein englischer Geistlicher. Ab 1302 war er Bischof von Bath und Wells. Er war ein gewissenhafter, zu Reformen bereiter Geistlicher, der andererseits die Traditionen und Rechte seiner Diözese gegen die Einflussnahme durch Päpste und Könige verteidigte.

## Herkunft
Haselshaw stammte wahrscheinlich aus dem kleinen Dorf Helshaw bei Eaton in Shropshire und stammte aus einer Familie der Gentry mit geringem Landbesitz. In seinem späteren Leben besaß er vermutlich als Vasall von Theobald de Verdon, 1. Baron Verdon Landbesitz in der Nähe seines Geburtsorts. Er fühlte sich zeitlebens seiner Familie verbunden und förderte im Laufe seiner geistlichen Karriere mehrere seiner Verwandten.

## Aufstieg als Geistlicher
Über den Beginn seiner Karriere als Geistlicher ist nur wenig bekannt, außer dass er keine Universität besuchte. Erstmals wird er 1283 als Kanoniker der Kathedrale von Wells erwähnt, als er das Kathedralkapitel vor König Eduard I. vertrat. Vor 1286 wurde er Archidiakon von Wells und Ende 1295 wurde er als Nachfolger von William Burnell zum Dekan des Kathedralkapitels gewählt. Die Wahl des erfahrenen Geistlichen Haselshaw entsprach dem geltenden kanonischen Recht, während sein Vorgänger als Dekan ein berüchtigter Pfründensammler gewesen war und das Amt wohl vor allem aufgrund seiner Verwandtschaft zum Kanzler und früheren Bischof Robert Burnell erhalten hatte. Haselshaw übte sein Amt als Dekan wohl auch gewissenhaft aus. Während seiner Amtszeit wurden sowohl in der Verwaltung des Kathedralkapitels, aber auch in der Durchführung der Gottesdienste Reformen umgesetzt. Zu den Verwaltungsreformen gehörte eine Regelung über die Verwahrung der Urkunden des Kathedralkapitels. Zu den liturgischen Reformen gehörte eine Regelung, welche liturgische Farben zu welchen Gottesdiensten getragen werden sollten. Haselshaw achtete darauf, dass die geltenden Regeln für die feierliche Abhaltung der Gottesdienste in der Kathedrale auch eingehalten wurden. Damit versuchte er, die Würde und den Vorrang der Kathedrale zu steigern. 1297 und 1298 wurden für den Kathedralchor und für die an der Kathedrale beschäftigten Mitarbeiter neue Regeln erlassen, mit denen das Kathedralkapitel versuchte, das Leben der Chormitglieder und Mitarbeiter auch außerhalb der Gottesdienste zu beeinflussen. Dazu war Haselshaw sicherlich an den Planungen für den Bau der Lady Chapel der Kathedrale beteiligt.

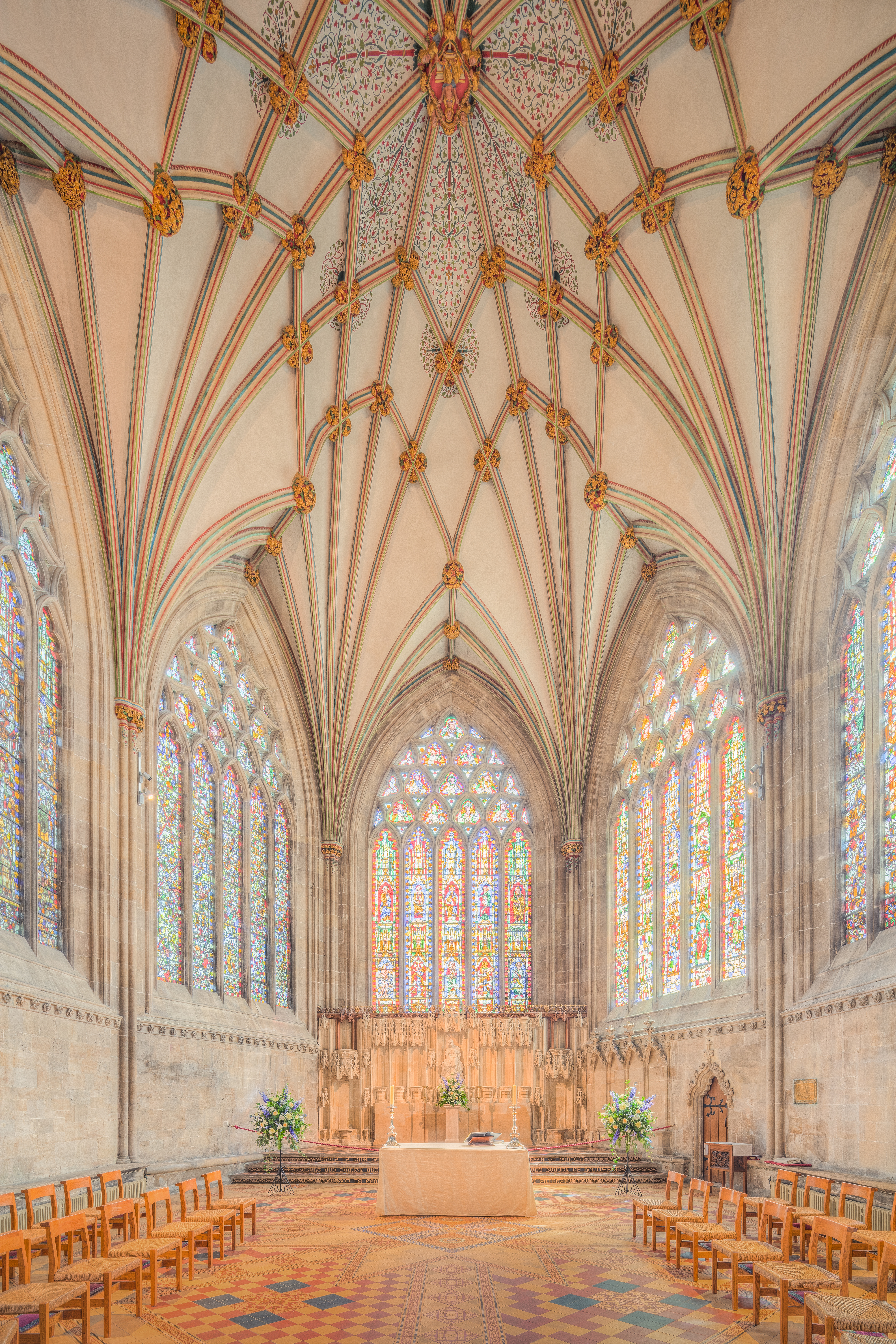
Die Lady Chapel der Kathedrale von Wells, deren Entwürfe aus der Amtszeit von Haselshaw als Dekan stammen

## Bischof von Bath und Wells
Nach dem Tod von Bischof William March wurde Haselshaw am 7. August 1302 zum neuen Bischof der Diözese Bath und Wells gewählt. Seine Wahl verdankte er wahrscheinlich seiner bisherigen guten Arbeit als Dekan, dabei war er der einzige Dekan der Kathedrale von Wells, der während des Mittelalters zum Bischof der Diözese gewählt wurde. Bemerkenswerterweise wurde er offenbar in freier Wahl gewählt, während zu dieser Zeit sonst die englischen Könige oder auch die Päpste oft beträchtlichen Einfluss auf die Bischofswahlen nahmen. Auch hatte Haselshaw im Gegensatz zu vielen anderen Bischöfen seiner Zeit nicht studiert. Am 12. September 1302 wurden Haselshaw die Temporalien der Diözese übergeben und am 4. November wurde er in Canterbury zum Bischof geweiht. Als Bischof achtete er darauf, die Unabhängigkeit der Diözese und der beiden Kapitel der Kathedrale von Bath und der von Wells zu wahren. Er wehrte sich gegen die Verleihung von Ämtern und Pfründen an der Kathedrale von Wells durch die Päpste, obwohl die ihn deswegen unter Druck setzten. Angeblich soll Haselshaw gesagt haben, dass ein Papst niemals Ämter an der Kathedrale von Wells vergeben dürfe. Diese Haltung dürfte den englischen Königen gefallen haben. Anders als viele Bischöfe spielte er politisch keine Rolle, außer dass er Gelder für die Finanzierung eines geplanten Kreuzzugs erhob und verwahrte. Er widersetzte sich aber den Versuchen, Mitglieder der Bettelorden mit Aufgaben der Weltgeistlichen zu betrauen. Ansonsten kümmerte er sich vor allem um die Belange der Kathedrale von Wells und weniger um weitere Angelegenheiten seiner Diözese. Er verlieh aber nicht nur der Kathedrale von Wells, sondern auch der in Bath neue Privilegien, so dass er auch dort in guter Erinnerung blieb.
Nach seinem Tod wurde er in der Kathedrale von Wells unter einer großen Brasse beigesetzt, damit gehört er zu den wenigen Geistlichen, die ein derartiges Grabdenkmal erhielten. Aufgrund der Nachlässigkeit seines Testamentsvollstreckers ist sein Urkundenregister nicht erhalten.